# Jay Jolley
Jay Jolley (Payson, 1952) è un ex ballerino statunitense naturalizzato britannico, primo ballerino del Royal Ballet dal 1983 al 1990.

## Biografia
Jay Jolley è nato e cresciuto nello Utah, dove ha cominciato a studiare danza. Successivamente si è perfezionato con Willam Christensen, co-fondatore del San Francisco Ballet, prima di unirsi al Salt Lake City Ballet e al New York City Ballet, con cui ha danzato molti ruoli principali.
Incoraggiato da Rudol'f Nureev, si è trasferito a Londra, dove ha danzato con il London Festival Ballet e poi con il Royal Ballet, a cui si è unito in qualità di primo ballerino nel 1983. Durante i suoi sette anni nella compagnia ha danzato molti dei grandi ruoli maschili del repertorio, tra cui il Principe Florimund ne La bella addormentata di Marius Petipa, il Principe ne Lo schiaccianoci di Peter Wright, Siegfried ne Il lago dei cigni di Anthony Dowell e Romeo nel Romeo e Giulietta di Kenneth MacMillan.
Dopo il ritiro dalle scene, ha avuto una seconda carriera nel ramo amministrativo, dapprima come Company Manager del Birmingham Royal Ballet. Nel 1996 è diventato amministratore della Royal Ballet School, di cui è diventato vice-direttore nel 1998 e ha mantenuto la carica fino al pensionamento nel 2019.
Dichiaratamente omosessuale, è legato sentimentalmente a Sir Anthony Dowell.